# Passiflora loefgrenii
Passiflora loefgrenii je biljka iz porodice Passifloraceae.